# Области Узбекистана
Узбекистан је подељен на 12 области или вилајета (узб. viloyat), једну аутономну републику и територију главног града.
Области Узбекистана су:
- Андижанска
- Бухарска
- Кашкадаринска
- Навојска
- Наманганска
- Самаркандска
- Сирдаринска
- Сурхандаринска
- Ташкентска
- Ферганска
- Хорезмска
- Џизакска
- Каракалпакија (аутономна република)
- Ташкент (главни град)